# Pädaste
Pädaste (Duits: Peddast) is een plaats in de Estlandse gemeente Muhu, provincie Saaremaa. De plaats heeft de status van dorp (Estisch: küla).

## Bevolking
Het dorp had 31 inwoners op 31 december 2011 en 58 inwoners op 31 december 2021.

## Ligging
De plaats ligt aan de zuidkust van het eiland Muhu aan de Baai van Pädaste (Estisch: Pädaste lõpp). De onbewoonde eilandjes Juudikse laid, Laasikse laid, Olevikare, Sepakare en Neolaid horen bij Pädaste. Het dorp heeft een haven.

## Geschiedenis
In 1566 verkreeg Johann Knorring van koning Frederik II van Denemarken het landgoed Peddast in leen. In de buurt van het landgoed lag een zelfstandige nederzetting Peddast. De familie von Knorring bleef eigenaar van het landgoed tot in 1768. In het Estisch werd het landgoed naast Pädaste ook wel Nora genoemd. Die naam is afgeleid van Knorring. Na 1768 kwam het landgoed in handen van de familie von Aderkas en kort daarop werd de familie von Buxhoeveden de eigenaar. Het landhuis, met uitzicht op de baai, is gebouwd in de tijd van de von Buxhoevedens. Het kwam gereed in 1875. Na 1920 viel het landgoed onder de nederzetting Pädaste, die in 1977 officieel de status van dorp kreeg.
Het landhuis bestaat uit een middendeel van twee woonlagen en twee vleugels van één woonlaag. Naast het landhuis is ook een aantal bijgebouwen bewaard gebleven, Bij de bouw daarvan is vaak gebruikgemaakt van dolomiet. In het park om het complex groeien beuken, Amerikaanse linden en Engelmansparren.
Na de Tweede Wereldoorlog werd het landhuis tot in 1986 gebruikt als verzorgingstehuis. In 1996 ging het complex in particuliere handen over. Na een renovatie werd het complex in gebruik genomen als hotel en kuuroord.

## Foto's

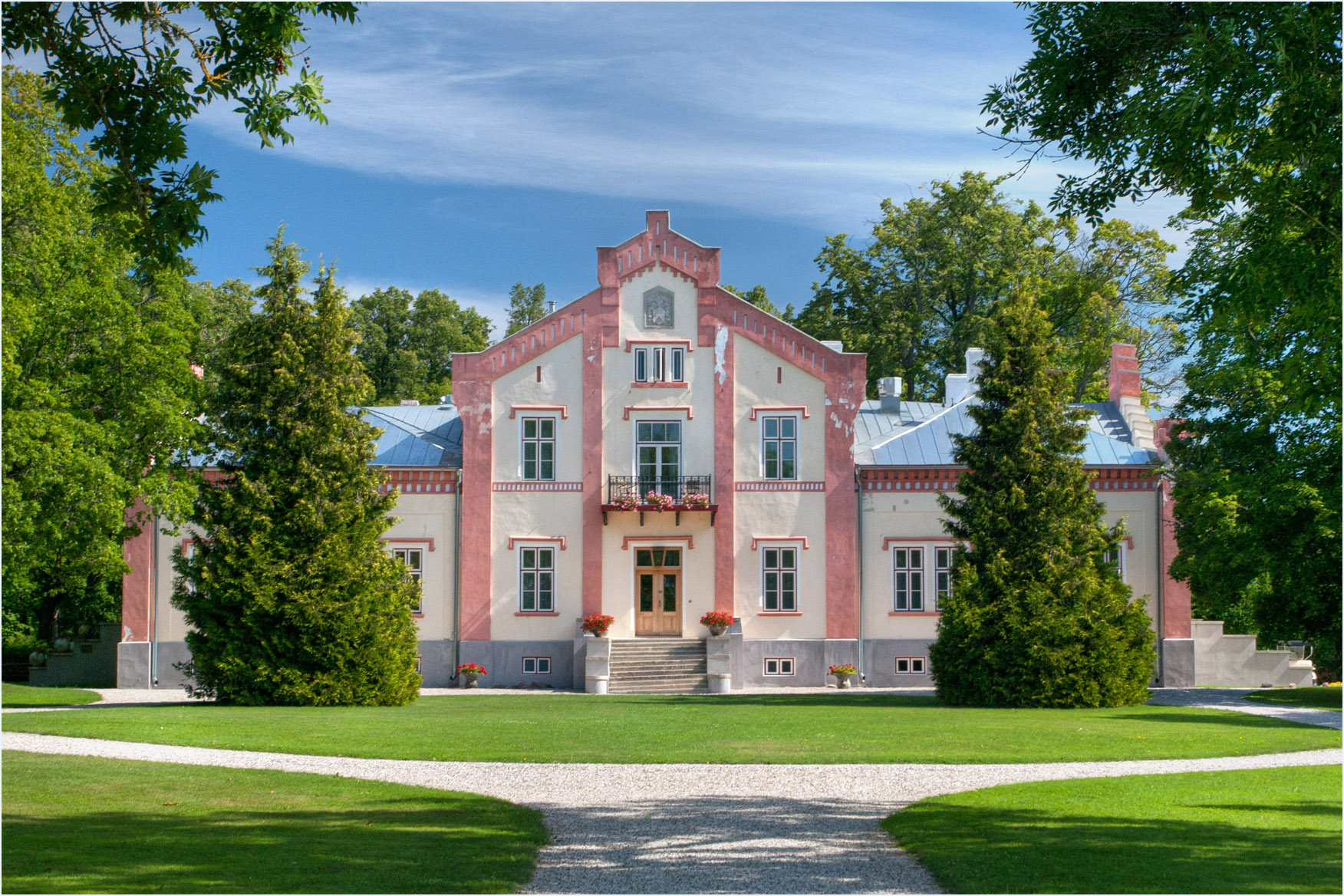
Landhuis, voorzijde
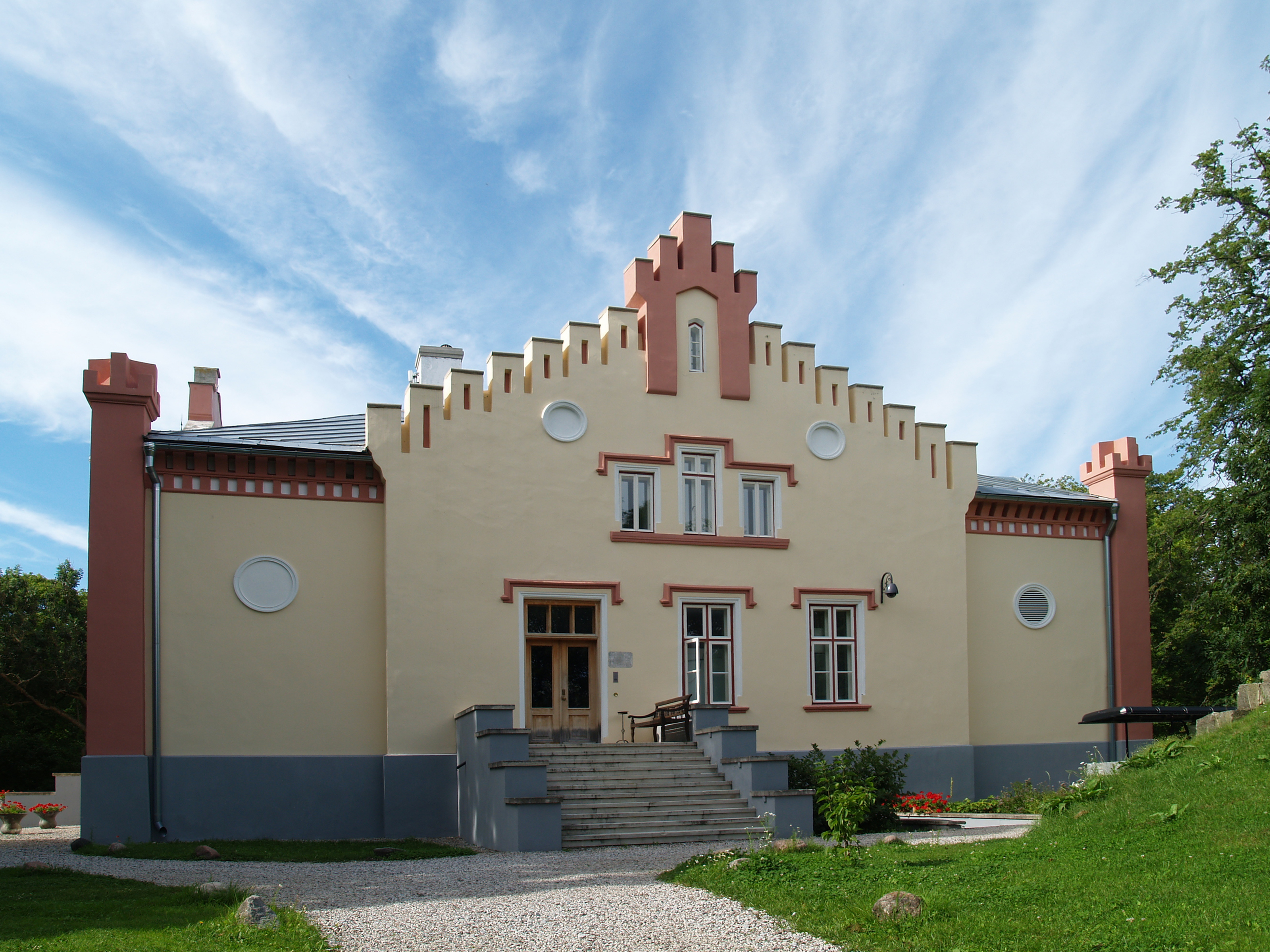
Zijaanzicht
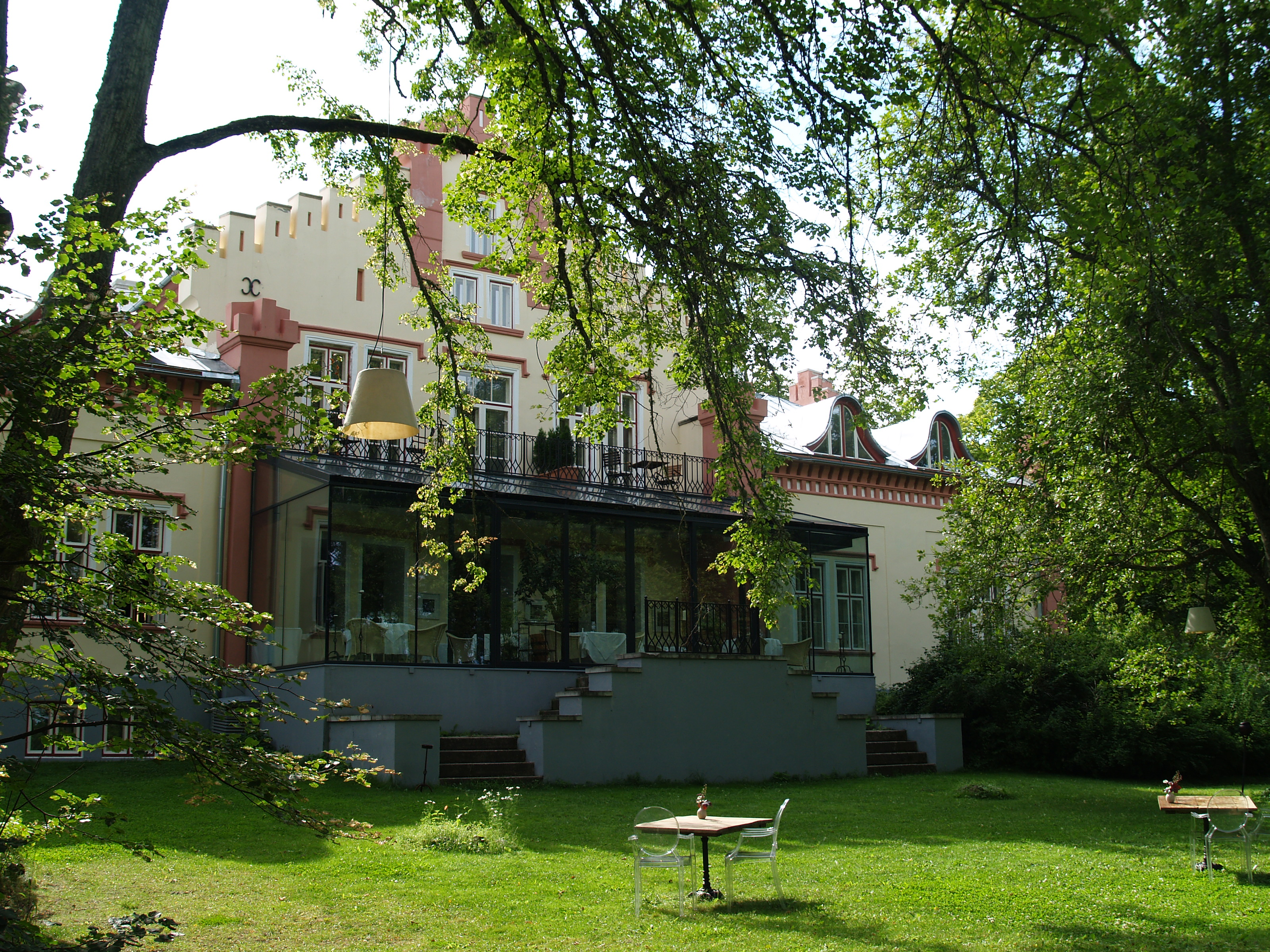
Veranda aan de achterzijde
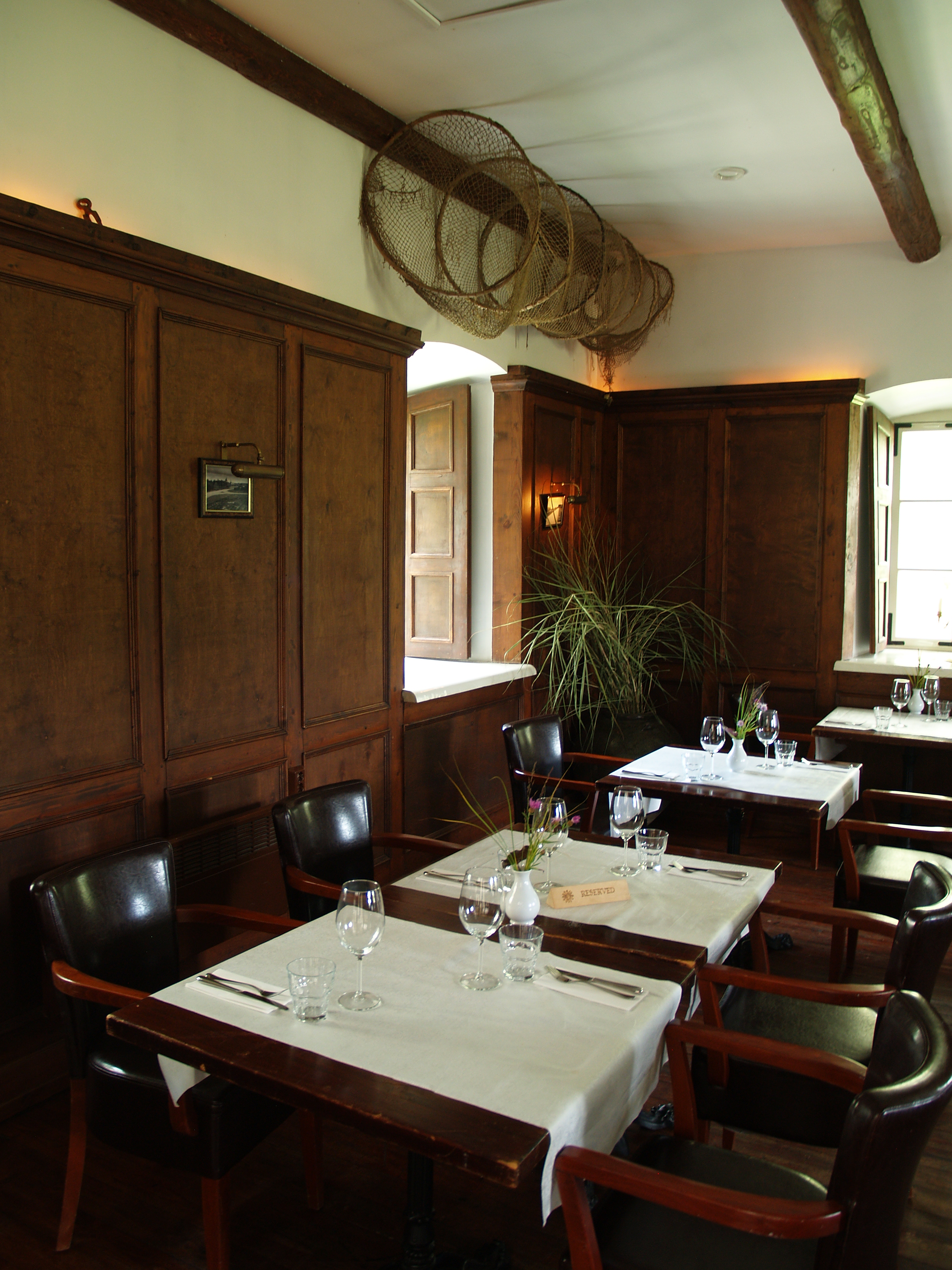
Eetzaal
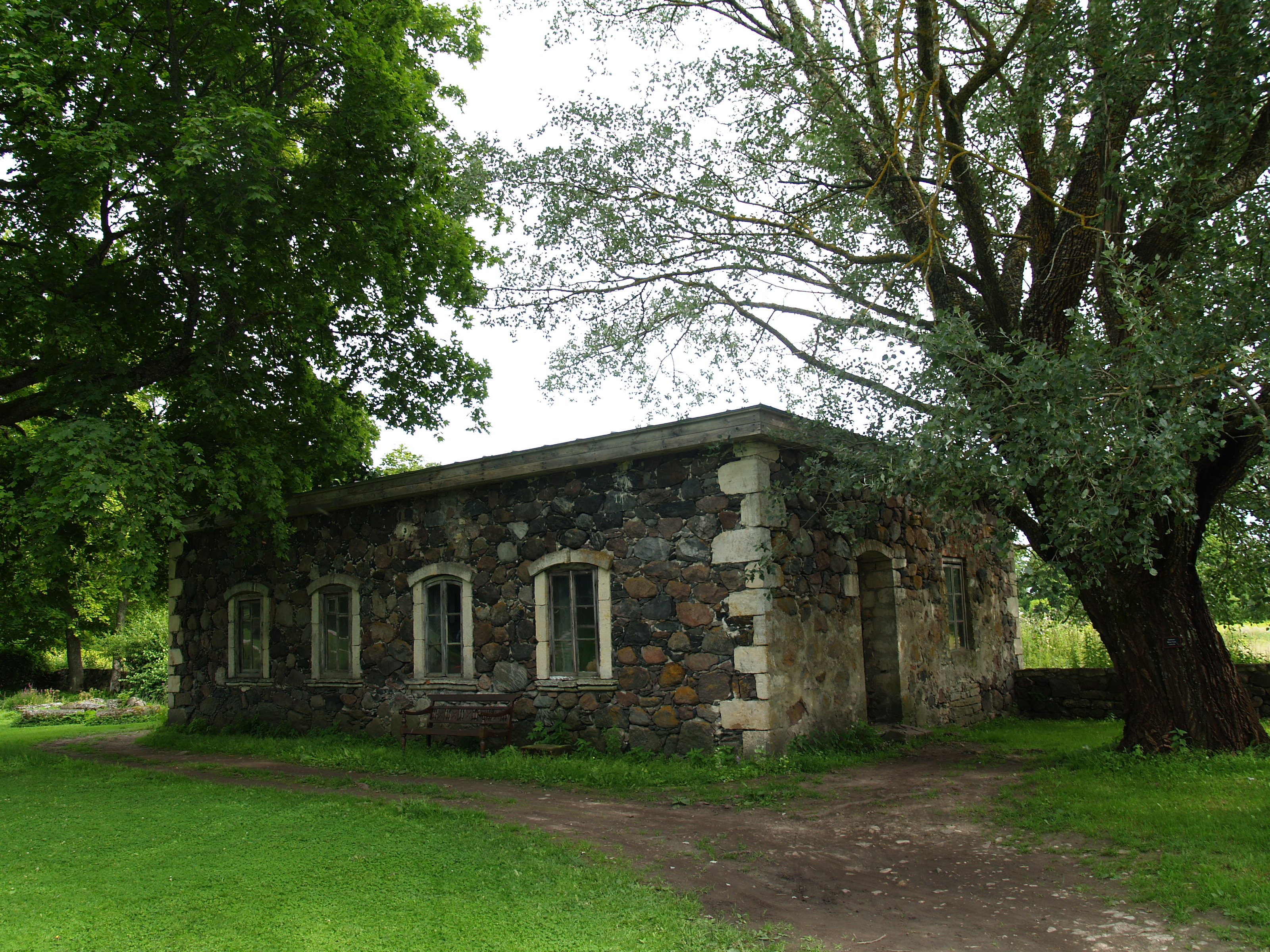
De voormalige smidse van het landgoed
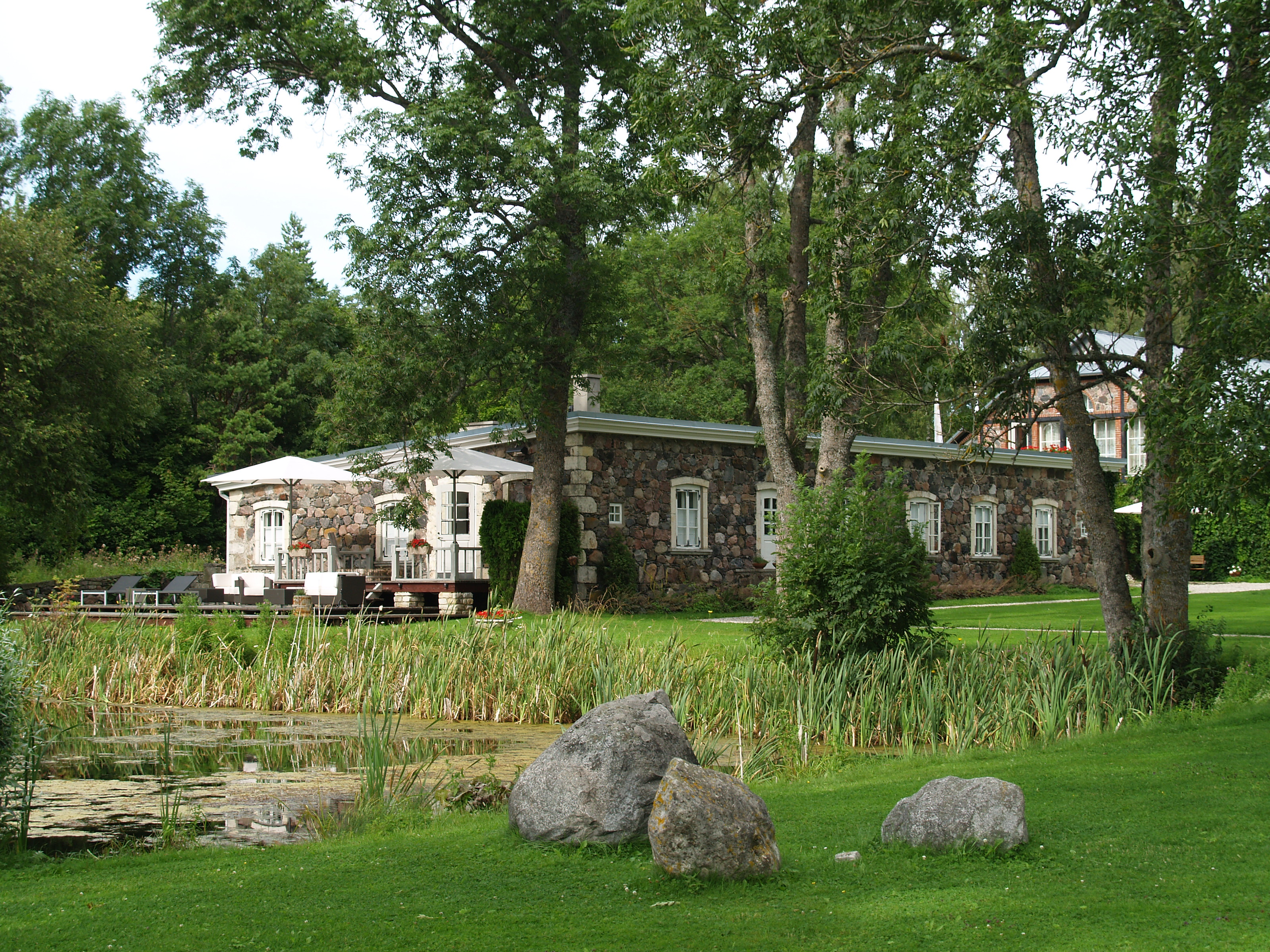
Voormalige zuivelfabriek
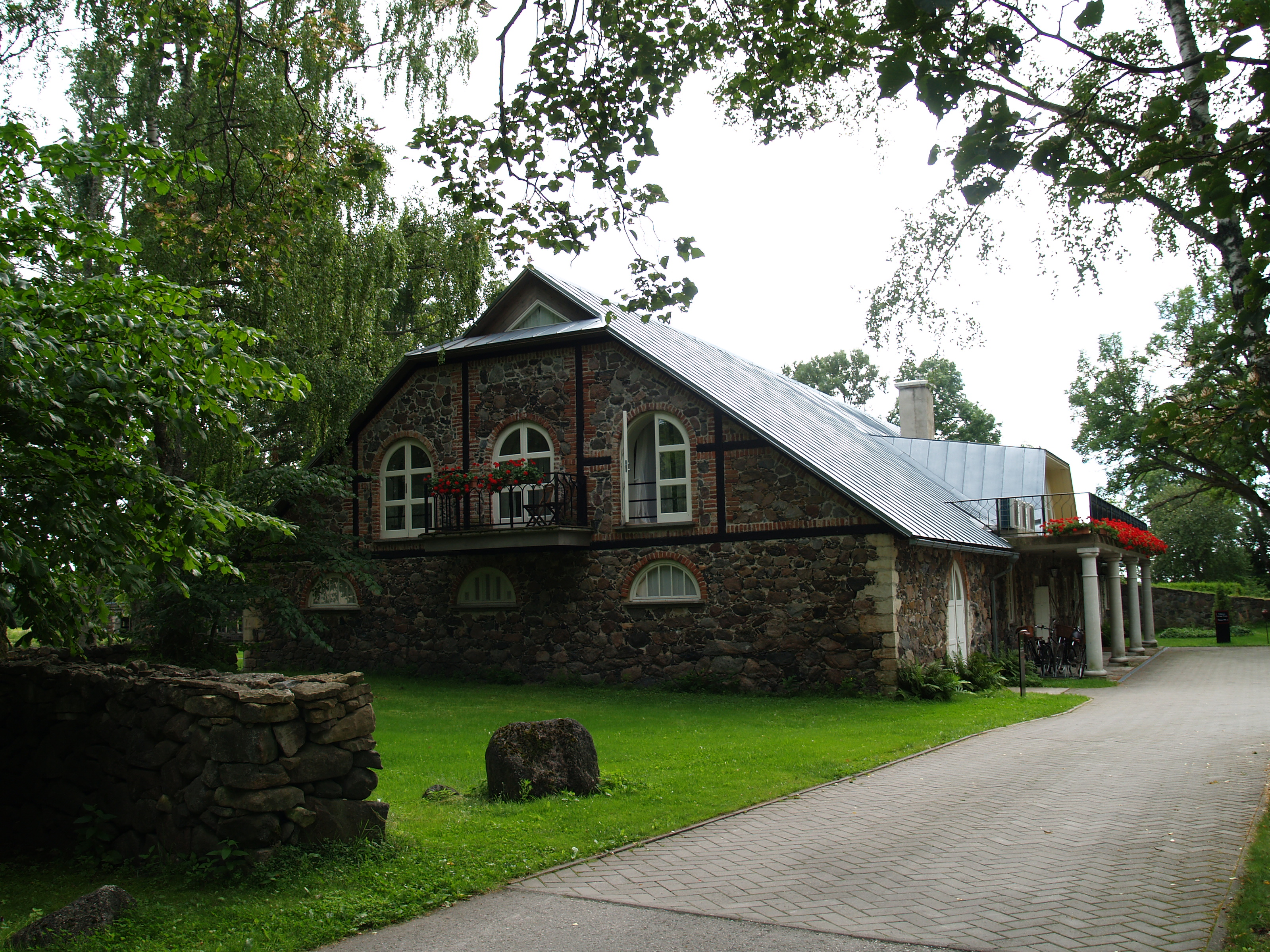
Voormalig koetshuis
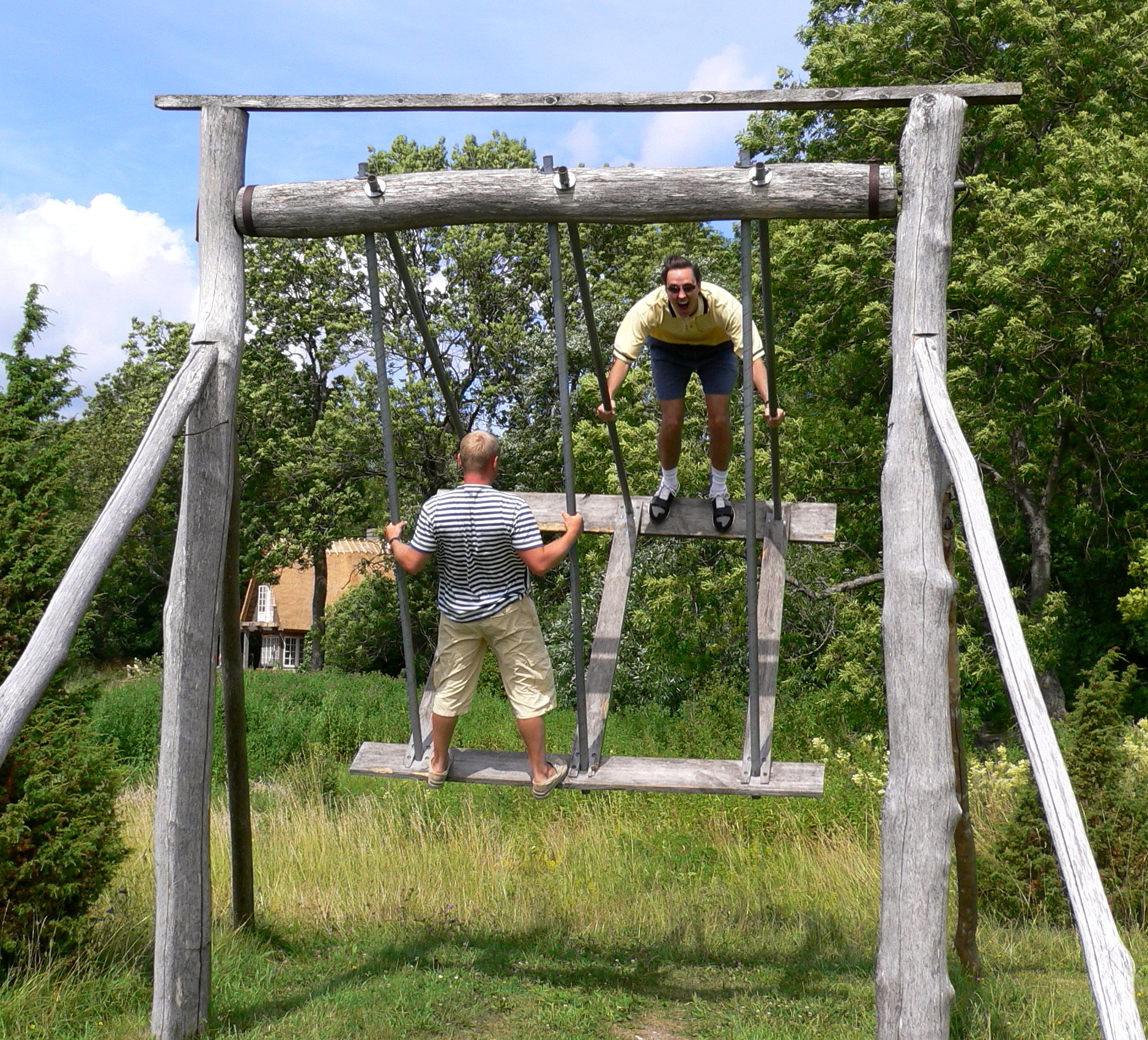
Wip in het park van het landhuis
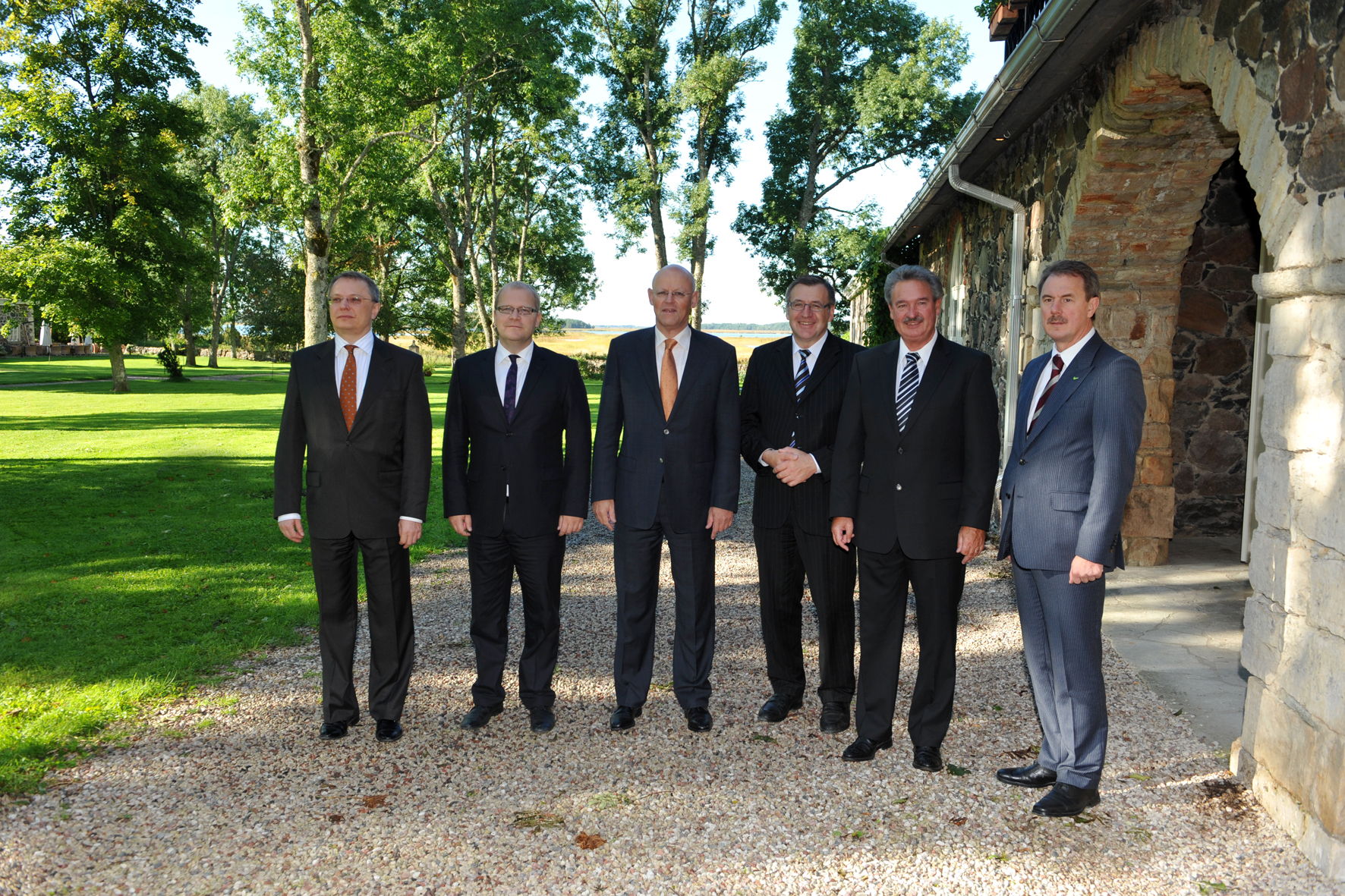
Bezoek van de ministers van Buitenlandse Zaken van Estland, Letland, Litouwen, België, Nederland en Luxemburg aan het landhuis, 10 september 2011. Derde van links Uri Rosenthal, vierde van links Steven Vanackere